# デザインアーク
株式会社デザインアークは、大阪府大阪市西区に大阪本社、東京都千代田区に東京本社を置く住宅関連機器、金属建材（インテリア、外構、エクステリア）などの製造、販売、施工を行う企業である。
大手住宅総合メーカーである大和ハウス工業株式会社の100%資本による子会社。

## 沿革
- 1971年4月 - ダイワ住宅機器株式会社を設立。
- 1973年10月 - 株式会社ダイワインテリアと合併。
- 1980年10月 - 伸和産業株式会社と合併。
- 1987年4月 - ラクダ工業株式会社と合併し、ダイワラクダ工業株式会社に商号変更。
- 1991年11月 - 大阪証券取引所2部上場。
- 2006年8月 - 大和ハウス工業の完全子会社となり上場廃止。
- 2014年10月 - 株式会社デザインアークに商号変更。

## 主な事業所
- 本社・支店
  - 大阪本社 - 大阪府大阪市西区
  - 東京本社 - 東京都千代田区
  - 東北支店 - 宮城県仙台市泉区
  - 北関東支店 - 埼玉県さいたま市中央区
  - 横浜支店 - 神奈川県横浜市西区
  - 千葉支店 - 千葉県船橋市
  - 名古屋支店 - 愛知県名古屋市中村区
  - 岡山支店 - 岡山県岡山市南区
  - 広島支店 - 広島県広島市中区
  - 福岡支店 - 福岡県福岡市博多区
- 工場
  - つくば工場 - 茨城県筑西市
  - 三重工場 - 三重県三重郡菰野町
- 配送センター
  - 東北配送センター - 宮城県柴田郡柴田町
  - 新潟配送センター - 新潟県新潟市江南区
  - 北関東配送センター - 茨城県取手市
  - 東京配送センター - 神奈川県愛甲郡愛川町
  - 金沢配送センター - 石川県能美郡川北町
  - 中部配送センター - 愛知県知多市
  - 近畿配送センター - 大阪府堺市堺区
  - 岡山配送センター - 岡山県赤磐市
  - 広島配送センター - 広島県東広島市
  - 四国配送センター - 香川県善通寺市
  - 福岡配送センター - 福岡県朝倉市
  - 南九州配送センター - 鹿児島県鹿児島市
  - 沖縄配送センター - 沖縄県沖縄市